# جورج أنتوني
جورج أنتوني (بالإنجليزية: George Anthony)‏ (25 يونيو 1875 في المملكة المتحدة - 13 مايو 1907 في المملكة المتحدة) هو لاعب كريكت بريطاني (وحمل سابقاً جنسية المملكة المتحدة لبريطانيا العظمى وأيرلندا). لعب مع نادي مقاطعة نوتنغهامشير للكريكت ‏.

## وصلات خارجية
- جورج أنتوني على موقع إي آس بي آن كريك إنفو (الإنجليزية)